# 適材適所

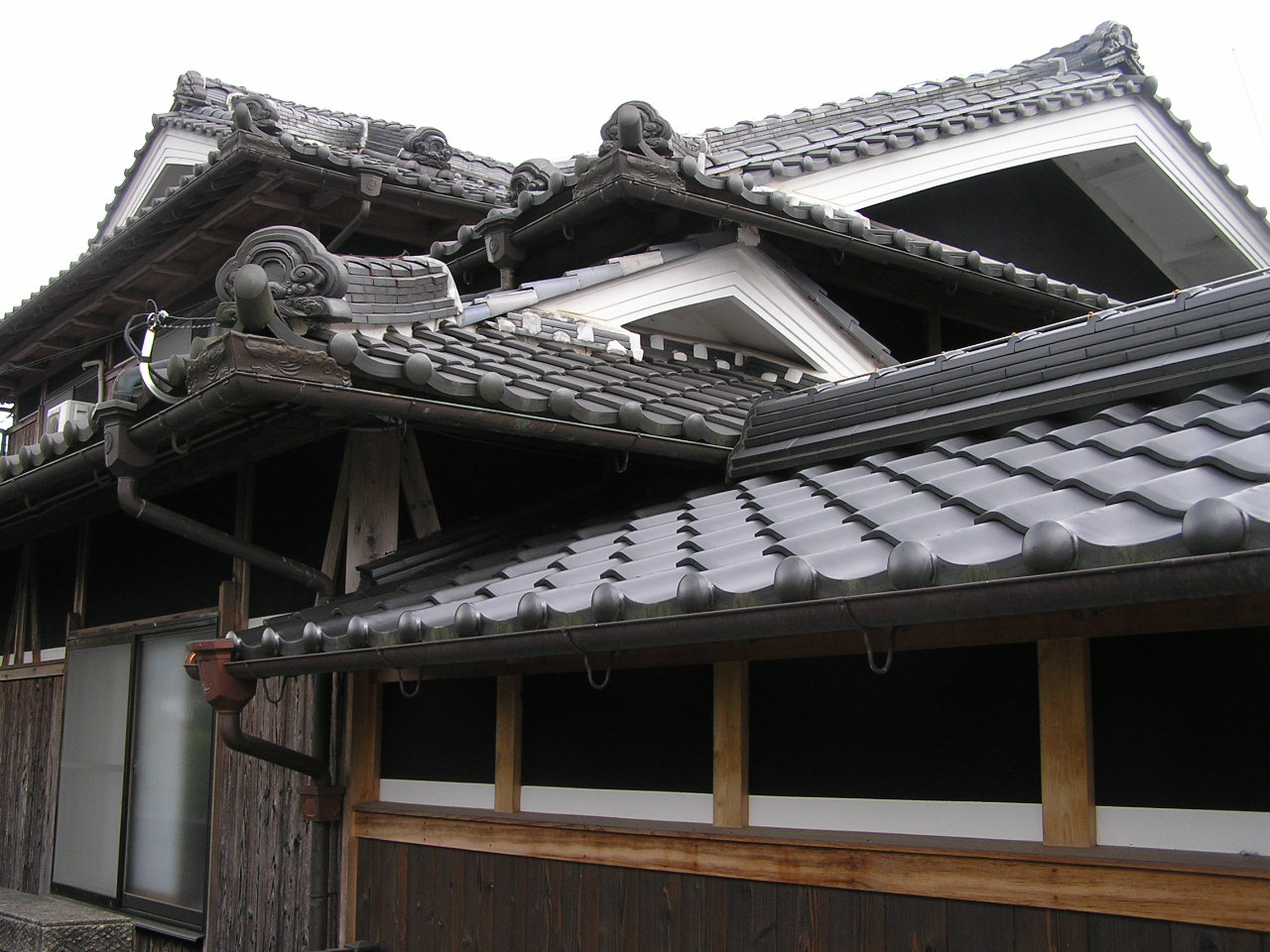
適材適所の見本 古民家

適材適所（てきざいてきしょ）は、木造建築において適切な樹種の使い方がなされること。これを表す四字熟語。転じて「人材の能力・特性などを正しく評価して、ふさわしい地位・仕事につけること」を意味するようになった。

## 解説
伝統的な日本家屋や寺社などの建築現場での木材の使い分けがその語源である。すなわち“適材適所”の材とは木材の材を意味する。
豊富な森林に囲まれた日本では、針葉樹・広葉樹など実にさまざまな木材が建築に使われてきた歴史がある。建物を支える柱や梁などにも、実に適切で理にかなった使い分けがなされてきた。
例えば土台には腐りにくく耐久性の高い檜(ヒノキ)や栗（クリ）を、内装の一部になる柱には木目の美しくやさしい肌合いの杉（スギ）を、また屋根や二階以上の重量を支える梁には強靭な松（マツ）をといった具合である｡
また、家具であるたんすには桐（キリ）が最適とされるのも同様である。